# Drenaggio (idraulica)

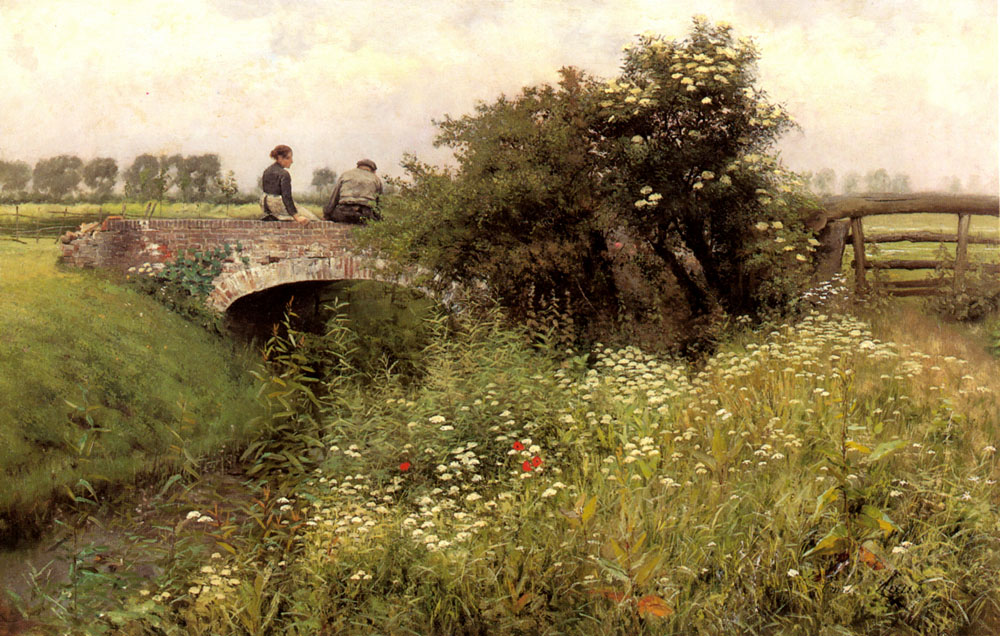
Esempio di un grande fosso per il drenaggio nelle Fiandre (XIX secolo).

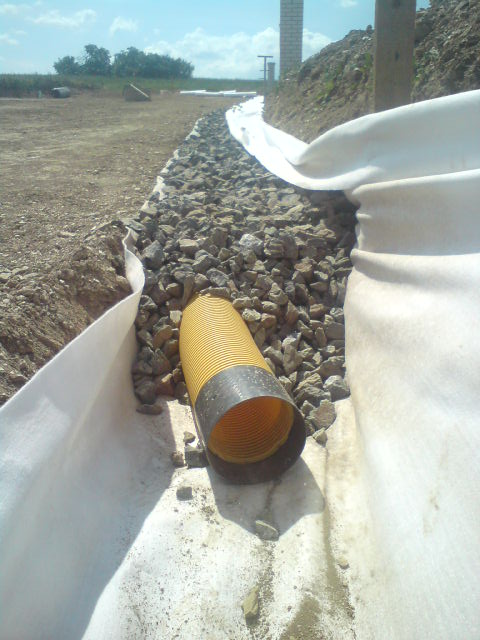
Opera di drenaggio sotterranea

Il drenaggio in ingegneria civile, geotecnica e agronomia ha lo scopo di eliminare le acque d'infiltrazione presenti nei terreni.

## Finalità
Il drenaggio nell'ingegneria ha lo scopo di evitare danni alle strutture edilizie o le sovrappressioni idrostatiche nelle opere civili.
Nel campo geotecnico il drenaggio effettuato con trincee drenanti consente di abbassare la quota piezometrica per consolidare i pendii tendenzialmente soggetti a frane superficiali.
In campo agronomico serve per evitare il ristagno idraulico nel terreno e la conseguente sofferenza delle coltivazioni.

## Tipologie
Quando gli elementi drenati sono a contatto con l'atmosfera il sistema di drenaggio è detto a gravità e la pressione agente sui contorni drenanti è pari a quella atmosferica.
Esistono diversi tipi di drenaggi a gravità:
- i dreni tubolari costituiti da tubi microfessurati, in genere in materiale plastico, spesso avvolti in una calza di tessuto non tessuto (TNT) per evitare l'intasamento dei fori;
- le trincee drenanti costituite da scavi in trincea riempiti da materiali ad alta permeabilità (in genere pietrame grossolano) anche questi avvolti da TNT per evitare l'intasamento del corpo drenante;
- i pozzi drenanti;
- le gallerie drenanti, vere e proprie gallerie in calcestruzzo armato dotate di fessure utilizzate frequentemente nelle opere di captazione di sorgenti.

Per la semplicità delle tecniche esecutive e i costi contenuti, le trincee drenanti e i dreni tubolari sono quelli più frequentemente utilizzati.
Quando i contorni drenanti sono mantenuti ad una pressione minore di quella atmosferica, a mezzo di pompe a vuoto, il sistema drenante è detto sottovuoto (es. sistemi Wellpoint).